# Scott Vernon
Scott Malcolm Vernon (Mánchester, Inglaterra, 13 de diciembre de 1983) es un futbolista inglés. Juega de delantero y su actual equipo es el Cleethorpes Town  de la Northern Premier League.

## Clubes
| Club              | País       | Año       |
| ----------------- | ---------- | --------- |
| Oldham Athletic   | Inglaterra | 2002-2004 |
| Blackpool FC      | Inglaterra | 2004      |
| Oldham Athletic   | Inglaterra | 2004-2005 |
| Blackpool FC      | Inglaterra | 2005-2006 |
| Colchester United | Inglaterra | 2006      |
| Blackpool FC      | Inglaterra | 2006-2008 |
| Colchester United | Inglaterra | 2008-2009 |
| Northampton Town  | Inglaterra | 2009      |
| Colchester United | Inglaterra | 2009      |
| Gillingham FC     | Inglaterra | 2009      |
| Southend United   | Inglaterra | 2010      |
| Aberdeen FC       | Escocia    | 2010-2014 |
| Shrewsbury Town   | Inglaterra | 2014-2016 |
| Grimsby Town      | Inglaterra | 2016-2018 |
| Cleethorpes Town  | Inglaterra | 2018-Act. |